# Гелен Келесі
Гелен Келесі (англ. Helen Kelesi, нар. 15 листопада 1969) — колишня професійна канадська тенісистка. 
Здобула два одиночні та два парні титули туру WTA.
Найвищу одиночну позицію світового рейтингу — 13 місце досягнула 20 листопада 1989, парну — 26 місце — 22 квітня 1991 року.
Завершила кар'єру 1995 року.

## Фінали Туру WTA

### Одиночний розряд: 9 (2 титули, 7 поразок)
| Перемога — Легенда            |
| ----------------------------- |
| Турніри Великого шолома (0–0) |
| Турніри WTA Tour (0–0)        |
| Tier I (0–0)                  |
| Tier II (0–0)                 |
| Tier III (0–1)                |
| Tier IV (0–3)                 |
| Tier V (1–2)                  |
| Virginia Slims (1–1)          |

| Титули за покриттям |
| ------------------- |
| Тверде (1–3)        |
| Трава (0–0)         |
| Ґрунт (1–4)         |
| Килим (0–0)         |

| Результат | Ранг | Дата              | Турнір                                  | Покриття   | Опонент                 | Рахунок          |
| --------- | ---- | ----------------- | --------------------------------------- | ---------- | ----------------------- | ---------------- |
| Поразка   | 1.   | 26 серпня 1985    | Virginia Slims of Central New York 1985 | Тверде     | Барбара Поттер          | 6–4, 3–6, 2–6    |
| Перемога  | 1.   | 19 жовтня 1986    | Japan Open (теніс)                      | Тверде     | Беттіна Фулько          | 6–2, 6–2         |
| Перемога  | 2.   | 1 травня 1988     | Таранто                                 | Ґрунт      | Лаура Гарроне           | 6–1, 6–0         |
| Поразка   | 2.   | 8 травня 1988     | Мастерс Рим                             | Ґрунт      | Габріела Сабатіні       | 1–6, 7–6(4), 1–6 |
| Поразка   | 3.   | 7 серпня 1988     | Мастерс Цинциннаті                      | Тверде     | Барбара Поттер          | 2–6, 2–6         |
| Поразка   | 4.   | 30 квітня 1989    | Барселона                               | Ґрунт      | Аранча Санчес Вікаріо   | 2–6, 7–5, 1–6    |
| Поразка   | 5.   | 12 листопада 1989 | Nashville                               | Тверде (I) | Лейла Месхі             | 2–6, 3–6         |
| Поразка   | 6.   | 27 травня 1990    | Женева                                  | Ґрунт      | Барбара Паулюс          | 6–2, 5–7, 6–7(3) |
| Поразка   | 7.   | 26 травня 1991    | Geneva                                  | Ґрунт      | Мануела Малеєва-Франьєр | 3–6, 6–3, 3–6    |

### Парний розряд: 5 (2 титули, 3 поразки)
| Перемога — Легенда            |
| ----------------------------- |
| Турніри Великого шолома (0–0) |
| Турніри WTA Tour (0–0)        |
| Tier I (1–1)                  |
| Tier II (0–0)                 |
| Tier III (0–1)                |
| Tier IV (1–0)                 |
| Tier V (0–1)                  |

| Титули за покриттям |
| ------------------- |
| Тверде (1–2)        |
| Трава (0–0)         |
| Ґрунт (1–1)         |
| Килим (0–0)         |

| Результат | Ранг | Дата           | Турнір             | Покриття | Партнер         | Опоненти                         | Рахунок          |
| --------- | ---- | -------------- | ------------------ | -------- | --------------- | -------------------------------- | ---------------- |
| Поразка   | 1.   | 1 травня 1988  | Таранто            | Ґрунт    | Лаура Гарроне   | Андреа Бецнер Клаудія Порвік     | 1–6, 2–6         |
| Поразка   | 2.   | 7 серпня 1988  | Мастерс Цинциннаті | Тверде   | Ліндсі Бартлетт | Бет Герр Кенді Рейнолдс          | 6–4, 6–7(9), 1–6 |
| Перемога  | 1.   | 13 травня 1990 | Мастерс Рим        | Ґрунт    | Моніка Селеш    | Лаура Гарроне Лаура Голарса      | 6–3, 6–4         |
| Поразка   | 3.   | 5 серпня 1990  | Мастерс Канада     | Тверде   | Раффаелла Реджі | Бетсі Нагелсен Габріела Сабатіні | 6–3, 2–6, 2–6    |
| Перемога  | 2.   | 21 жовтня 1990 | Scottsdale         | Тверде   | Еліз Берджін    | Сенді Коллінз Ронні Рейс         | 6–4, 6–2         |

## Фінали ITF

### Одиночний розряд: 3 (3-0)
| Турніри $100,000 |
| Турніри $75,000  |
| Турніри $50,000  |
| Турніри $25,000  |
| Турніри $10,000  |

| Результат | Ранг | Дата          | Турнір                 | Покриття   | Опонент         | Рахунок             |
| Перемога  | 1.   | 3 лютого 1991 | Midland, Michigan, США | Тверде (i) | Мередіт Макґрат | 6–2, 6–2            |
| Перемога  | 2.   | 27 січня 1992 | Midland, Michigan, США | Тверде (i) | Клер Вегінк     | 7–6(7–2), 7–6(10–8) |
| Перемога  | 3.   | 25 січня 1993 | Austin, Texas, США     | Тверде     | Еллі Гакамі     | 6–4, 3–6, 6–2       |

### Парний розряд: (0-2)
| Результат | No | Дата          | Турнір                 | Покриття   | Партнер       | Опоненти                        | Рахунок  |
| Runner–up | 1. | 3 лютого 1991 | Midland, Michigan, США | Тверде (i) | Катріна Адамс | Енн Сміт Мередіт Макґрат        | 5–7, 5–7 |
| Runner–up | 1. | 27 січня 1992 | Midland, Michigan, США | Тверде (i) | Кароліна Віс  | Манон Боллеграф Мередіт Макґрат | 3–6, 1–6 |

## Виступи в одиночних турнірах Великого шолома
| Турнір                                 | 1985  | 1986  | 1987  | 1988  | 1989  | 1990  | 1991  | 1992  | 1993  | 1994  | 1995  | 1996  | 1997  | Career SR |
| -------------------------------------- | ----- | ----- | ----- | ----- | ----- | ----- | ----- | ----- | ----- | ----- | ----- | ----- | ----- | --------- |
| Відкритий чемпіонат Австралії з тенісу |       | NH    | 2р    |       |       | 3р    |       | 1р    |       | 2р    |       |       |       | 0 / 4     |
| Відкритий чемпіонат Франції з тенісу   | 1р    | 1р    | 2р    | ЧФ    | ЧФ    | 2р    | 3р    |       | 1р    | 1р    |       |       |       | 0 / 9     |
| Вімблдонський турнір                   | 1р    | 2р    | 1р    | 1р    | 1р    | 1р    | 1р    |       | 3р    | 1р    |       |       |       | 0 / 9     |
| Відкритий чемпіонат США з тенісу       | 1р    | 3р    | 3р    | 2р    | 1р    | 2р    | 2р    | 1р    | 1р    | 1р    |       |       |       | 0 / 10    |
| SR                                     | 0 / 3 | 0 / 3 | 0 / 4 | 0 / 3 | 0 / 3 | 0 / 4 | 0 / 3 | 0 / 2 | 0 / 3 | 0 / 4 | 0 / 0 | 0 / 0 | 0 / 0 | 0 / 32    |
| Рейтинг на кінець року                 | 48    | 39    | 32    | 19    | 13    | 25    | 29    | 128   | 49    | 124   | NR    | NR    | 763   |           |